# Ситовка (приток Шипунихи)
Сито́вка — река в России, протекает по Черепановскому району Новосибирской области. Устье реки находится в 60 км по левому берегу реки Шипуниха. Длина реки составляет 19 км.

## Данные водного реестра
По данным государственного водного реестра России, относится к Верхнеобскому бассейновому округу, водохозяйственный участок реки — Обь от города Барнаул до Новосибирского гидроузла, без реки Чумыш, речной подбассейн реки — бассейны притоков (Верхней) Оби до впадения Томи. Речной бассейн реки — (Верхняя) Обь до впадения Иртыша.